# Fienagione

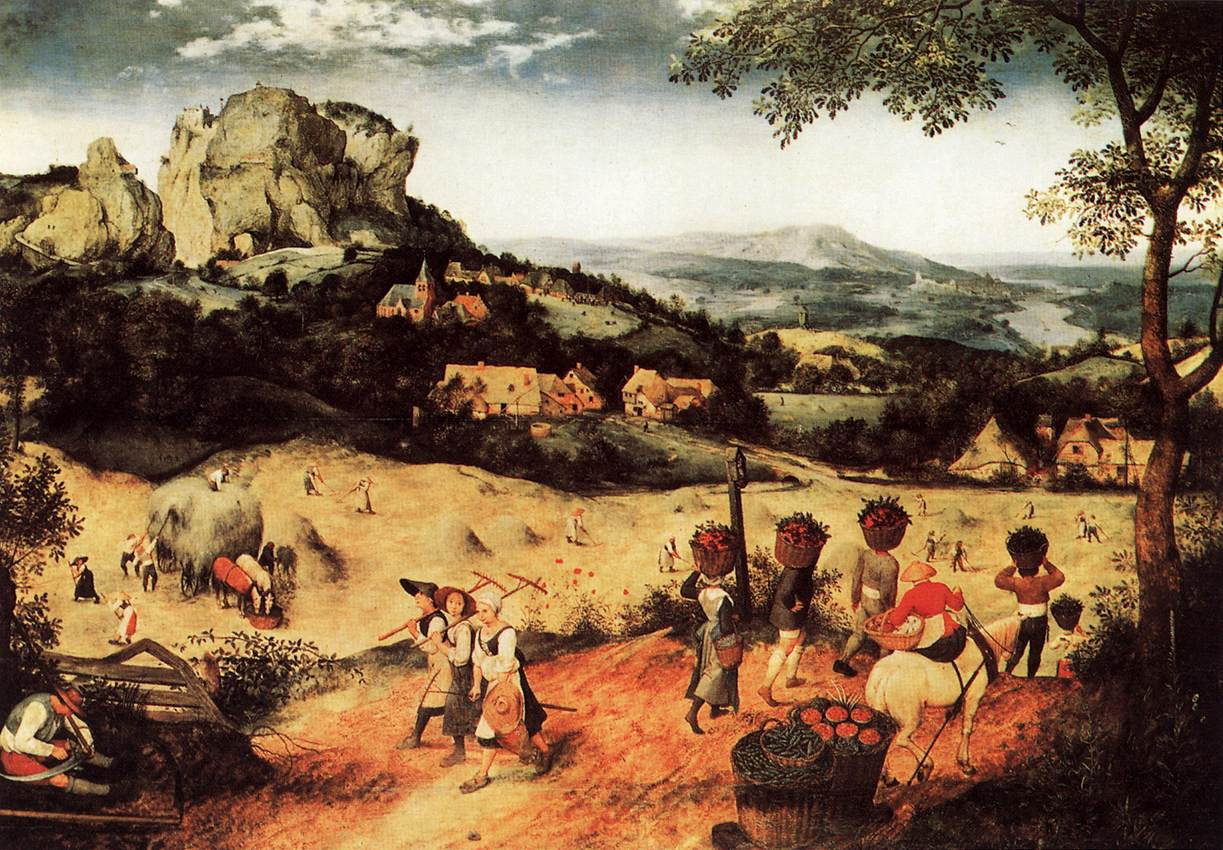
Pieter Bruegel il Vecchio, La fienagione (luglio), olio su tavola, 1565.

La fienagione è una tecnica di raccolta delle piante foraggere finalizzata alla conservazione del foraggio sotto forma di fieno. Essa consiste nello sfalcio dell'erba, seguita da una fase di essiccazione fino al raggiungimento di un'umidità non superiore al 15%. L'essiccazione si svolge prevalentemente in campo, attraverso operazioni di spandimento, rivoltamento e accumulo in andane, oppure prevalentemente in fienile, per mezzo di impianti di ventilazione forzata.

## Presupposti
L'impostazione della tecnica deve tener conto di alcuni aspetti ed è finalizzata a raggiungere il rapporto ottimale tra quantità e qualità del prodotto e la sua conservabilità. La differenza temporale tra esecuzione e sfalcio porta ad un incremento della biomassa prodotta ma  anche ad una riduzione qualitativa del foraggio che, a causa dell'accumulo di fibre, si presenta più grossolano, meno appetibile, meno digeribile e con un minore valore nutritivo.
Ai fini dell'affienamento, il compromesso tra criterio quantitativo e criterio qualitativo, in condizioni ordinarie, richiede l'esecuzione dello sfalcio con piante a inizio o in piena fioritura nel caso di leguminose foraggere e in fase di spigatura nel caso di graminacee foraggere. Infatti, in queste fasi, i principi trofici sono distribuiti uniformemente nell'intera pianta, mentre in una fase successiva vengono traslocati nei frutti e nei semi.
L'essiccazione completa al di sotto dei valori limite ottimali è una condizione necessaria per preservare il fieno da alterazioni microbiche che possono comportare un decadimento delle proprietà nutritive, il possibile accumulo di micotossine, il possibile aumento della temperatura (causato dalle fermentazioni) con conseguente rischio di autocombustione. Il foraggio durante le fasi finali dell'essiccazione, può determinare la perdita di valore nutritivo a causa della fragilità delle foglie, la parte più ricca di principi nutritivi. Gli steli infatti si essiccano più lentamente rispetto alle foglie, perciò nelle fasi finali queste possono distaccarsi, ormai secche, durante la manipolazione.
Un altro problema da tenere presente è che l'essiccazione spontanea per esposizione all'aria è strettamente dipendente dalle condizioni climatiche. Il foraggio si essicca tanto più rapidamente quanto più bassa è l'umidità relativa e quanto più alta è la temperatura ambientale. Il processo procede perciò spontaneamente durante il giorno nelle giornate asciutte, soleggiate e, possibilmente, ventilate, mentre procede lentamente in giornate umide e fredde fino ad arrestarsi del tutto. In queste condizioni e, in generale, nelle ore notturne, il foraggio già parzialmente essiccato può riassorbire prolungando perciò i tempi della fienagione.

## Tecniche di fienagione
Le tecniche di fienagione si riconducono a tre differenti tipologie:
1. fienagione tradizionale con essiccazione spontanea in campo e completamento in fienile tramite ventilazione naturale;
2. fienagione con essiccazione forzata in fienile;
3. fienagione per essiccazione forzata in campo.

Il ricorso alle tre tecniche dipende dalle condizioni ambientali e geografiche e dal tipo di prodotto che si intende ottenere.
La fienagione con essiccazione naturale in campo sfrutta gli agenti climatici perciò è adottabile nei mesi più caldi (dalla fine della primavera all'inizio dell'autunno) in regioni a clima temperato-caldo.

## Fienagione manuale, con impiego di energia animale e meccanizzata
A livello globale, secondo la FAO, la maggior parte degli agricoltori (circa due terzi, ovvero più di 800 milioni) lavora ancora prevalentemente a mano, gli utilizzatori della trazione animale (circa un terzo, ovvero più di 400 milioni con 300 milioni di animali da lavoro) seguiti da coloro che usufruiscono della meccanizzazione motorizzata (circa 30 milioni). Al di fuori dei paesi sviluppati, almeno l’80% dei coltivatori usa solo utensili manuali, il 15% usa il traino animale e solo il 5% utilizza attrezzature motorizzate.

### Fienagione manuale

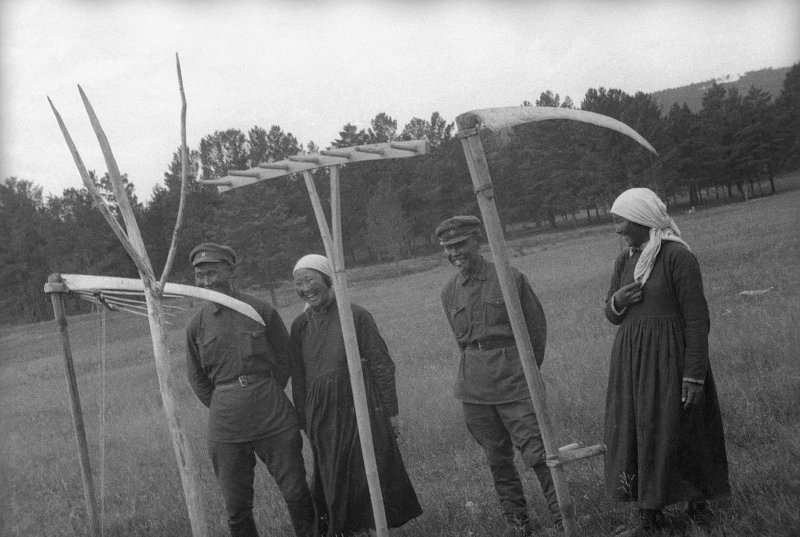
Falci fienaie, forcone e rastrello: gli attrezzi usati per la fienagione tradizionale, taglio, arieggiamento e carico del fieno. Russia, anni 1930

Nell’agricoltura tradizionale, nei periodi di magra, quando il pascolo non fornisce un’alimentazione sufficiente, la paglia costituisce il principale surrogato per gli animali da carne. Il fieno è invece riservato agli animali ed alle produzioni di pregio: cavalli e camelidi da competizione, lattifere (grandi ruminanti) in produzione e di rimonta, animali da lavoro. La trasformazione dell’erba in fieno ha un costo. Per le famiglie coltivatrici, l’impiego di risorse non riguarda che il lavoro (nei casi estremi, per il taglio, la fienagione, la raccolta, il trasporto e la conservazione, falce, rastrello e forcone sono sufficienti), il solo di cui esse dispongono, seppur in misura variabile, nel corso dell’anno.

### Fienagione con impiego di energia animale

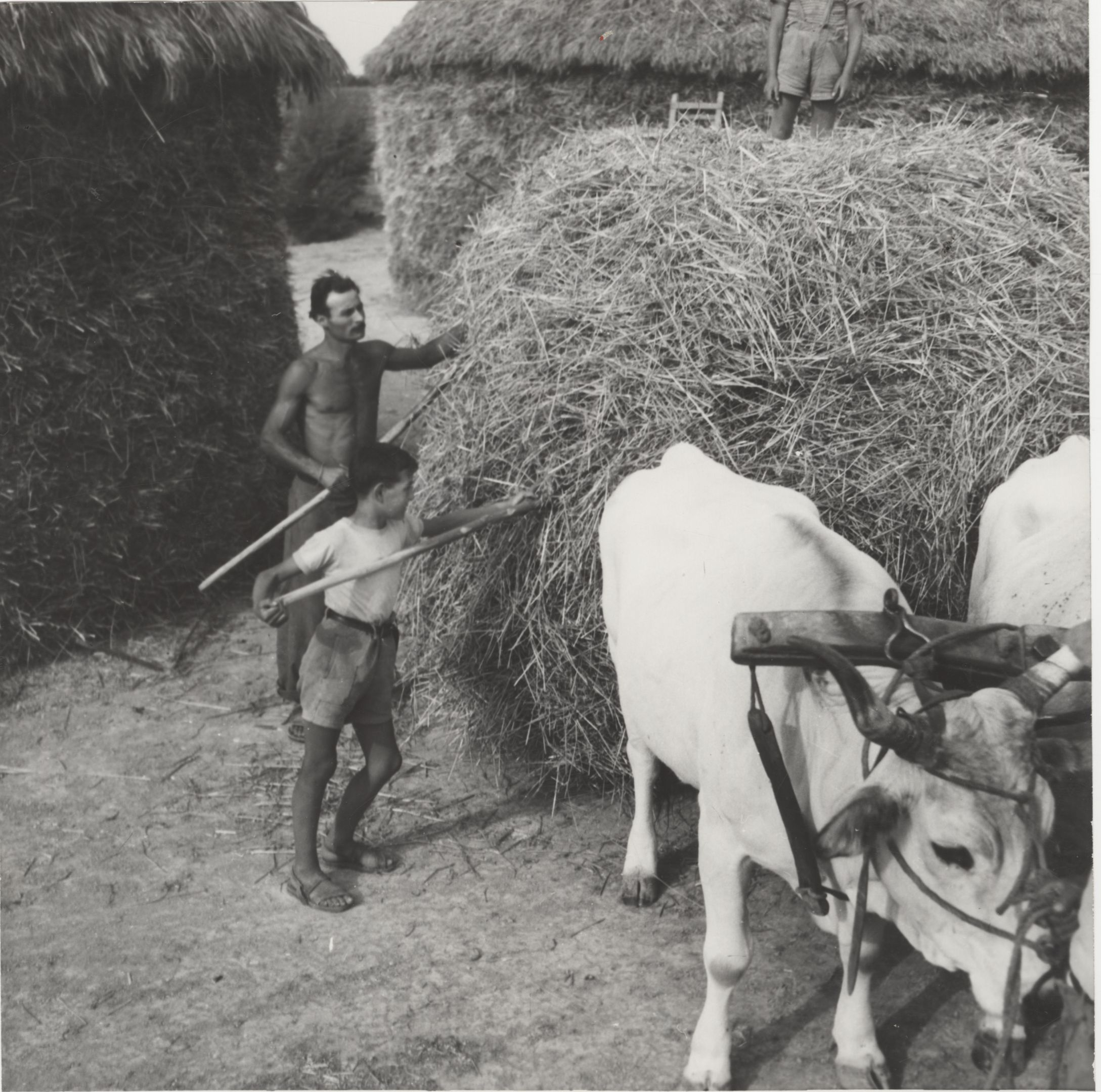
Fienagione con l'aiuto di buoi in Italia nel 1952

In talune regioni e situazioni più progredite, il lavoro umano può essere sostituito da quello animale, almeno per quei coltivatori che dispongono di una quantità sufficiente di animali (nei casi estremi si può trattare anche di un solo capo equino) e di risorse da investire nell’acquisto delle attrezzature. L’investimento in mezzi tecnici rientra in un sistema di agricoltura commerciale che esclude gran parte dei produttori e spesso l’impiego del traino animale riguarda il solo trasporto, per il quale l’attrezzatura è utilizzabile anche al di fuori delle attività zootecniche. Lo sviluppo tecnologico riguarda prioritariamente le attrezzature per la produzione alimentare e industriale: la prima falciatrice nasce qualche decennio dopo la prima mietitrice trainata brevettata negli Stati Uniti nel 1834.
L'uso dell'energia animale è ancora importante in molte società agricole. Lo stato attuale di questa tecnica è molto vario: praticamente abbandonato nei paesi industrializzati, sostituito in molti paesi emergenti e di grande attualità in alcuni paesi in via di sviluppo. Coltivazione e trasporto trainati da animali mantengono un peso economico importante nelle attività agricole.

### Fienagione meccanizzata

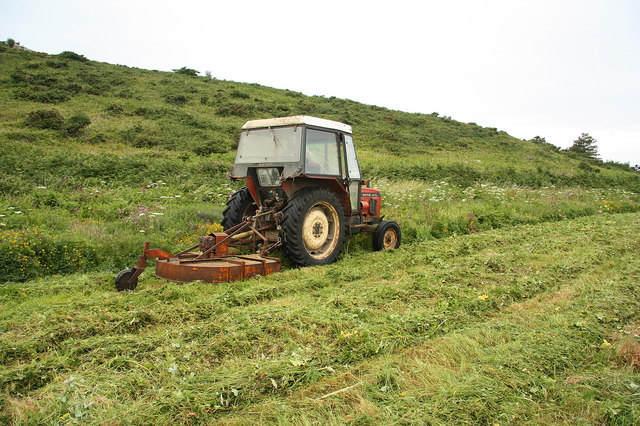
Trattore con falciatrice rotativa trainata. Gran Bretagna, 2010.

Nei paesi industrializzati, l'uso di animali da tiro è diminuito drasticamente dopo la seconda guerra mondiale, cioè durante la seconda metà del XX secolo, con lo sviluppo della meccanizzazione motorizzata. La meccanizzazione delle colture foraggere si sviluppa successivamente a quella dei cereali e delle colture commerciali, per poi raggiungere un grado di sofisticazione e di rendimento comparabile a quelli degli altri settori: i foraggi entrano in rotazione con le altre colture e beneficiano degli sforzi di sostegno (ricerca sperimentazione, assistenza tecnica e creditizia, divulgazione, ecc.) e di investimenti in uno scenario di aumento della domanda di alimenti nobili e di intensificazione dei processi produttivi.